# Cementerio de Old Drift
El Cementerio de Old Drift (en inglés: Old Drift Cemetery) es un pequeño cementerio cerca del río Zambezi en lo que hoy es el país africano de Zambia. Incluye las tumbas de los primeros colonos europeos y los visitantes a la cercanas cataratas Victoria que murieron debido a enfermedades como la malaria y se encontraban en el Parque nacional de Mosi-oa-Tunya. Los colonos finalmente abandonaron la zona por tierras altas, donde se formó la ciudad de Livingstone. 
Entierros notables en el espacio incluyen el lugar de descanso de Samuel Thomas Alexander (1836-1904).